# Баллинаклаш
Баллинаклаш (англ. Ballinaclash; ирл. An Chlais, «таунленд ущелья») — деревня в Ирландии, находится в графстве Уиклоу (провинция Ленстер) на трассе R753 у реки Авонбег.